# Nationale Fietsregistratie
De Nationale Fietsregistratie (NFR) was een systeem dat in Nederland werd ingesteld in samenwerking met de politie om diefstal van fietsen te voorkomen en te helpen bij het terugvinden van gestolen fietsen. Het systeem heeft gefunctioneerd van 1987 tot 1992.
De eigenaar van een fiets kon vrijwillig aan het systeem meedoen. Zijn postcode en huisnummer werden in de zitbuis van de fiets gegraveerd, vlak onder het zadel. Verder werden de kenmerken van de fiets in een centrale database opgeslagen.
Over de postcode werd een gele plastic band aangebracht. De fiets was daardoor duidelijk als geregistreerd herkenbaar. Men hoopte dat dieven zich daardoor zouden laten afschrikken. Een nadeel van de gele band was dat de postcode niet zonder meer leesbaar was. 
In 2,5 jaar werden er door de NFR in totaal 325 gestolen fietsen teruggevonden. Als een gevonden fiets van een leesbare postcode voorzien was, dan was registratie niet nodig om een fiets bij de eigenaar terug te bezorgen. Vanwege dit teleurstellende resultaat werd het systeem op 1 januari 1992 stopgezet.